# 쿤쳅스카야역 (아르바츠코포크롭스카야선 및 필룝스카야선)
쿤쳅스카야역(러시아어: Кунцевская)은 모스크바 지하철 아르바츠코 포크롭스카야 선과 필룝스카야 선의 역이다. 1섬 + 1상대식의 2면 3선의 구조이고 지상 역사이다. 본 역은 볼샤야 콜체바야 선에 있는 동일 역명의 역과 서로 연결되어 상호 환승이 가능하다.

## 역사
1965년 8월 31일에 북쪽 출입구를 만들면서 필룝스카야 선의 시종착역으로 먼저 개통하였고, 2008년 1월 7일에 남쪽 출입구의 신설과 함께 아르바츠코 포크롭스카야 선이 연장 개통하면서 환승역이 되었다. 2021년 12월 7일에는 
볼샤야 콜체바야 선에 있는 동일 역명의 역이 개통되어 상호 환승이 가능해졌다.

## 설계
건축적인 부분을 반영했을 때 새로운 형태의 플랫폼은 건축과 엔지니어링이 최소한의 자원이 투입된 시기에 건설된 모스크바 메트로의 1960년대 마지막 지상역이었던 피오네르스카야역과는 충분히 다르다. 본 역에는 두 개의 연결 통로가 포함되어 있다. 서쪽은 게이트가 밖에 있고, 동쪽의 더 큰 게이트는 하나의 큰 구조물로 둘러싸여 있다. 대리석, 화강암, 그리고 주황색과 갈색 톤의 새로운 금속성 물질이 사용되었다.
차후에는 구형 플랫폼도 인근 이웃 역사와 유사한 새로운 기술과 장식으로 업그레이드될 계획이다.

## 구조
재건 이전의 쿤쳅스카야역은 모스크바 메트로의 다른 역으로서 정기적인 운행이 이루어졌는데, 이는 열차가 왼쪽 문을 통해 출입이 가능한 우측부를 통과하고 있다는 것을 의미한다. 필룝스카야 선의 피오네르스카야역과 몰로됴즈나야역이 서로 직결 운행하는 개념으로 아르바츠코 포크롭스카야 선이 연장되기 전에는 크릴라츠코예까지 필룝스카야 선으로 운행된 구간이었다.
현재의 운영은 서비스 면에서 다르다. 즉, 새로운 하나의 플랫폼은 스트로기노에 도착한 아르바츠코 포크롭스카야 선의 열차를 슬라뱐스키 불바르로 보냈다. 반대 방향으로 움직이는 아르바츠코 포크롭스카야 선의 열차는 구 플랫폼의 남쪽 선로에 도착하고, 나머지 선로는 필룝스카야 선 전용이다(피오네르스카야에서 오는 열차는 선로에 도착하여 같은 선로에서 다시 회차 후 피오네르스카야로 향한다).

## 사진

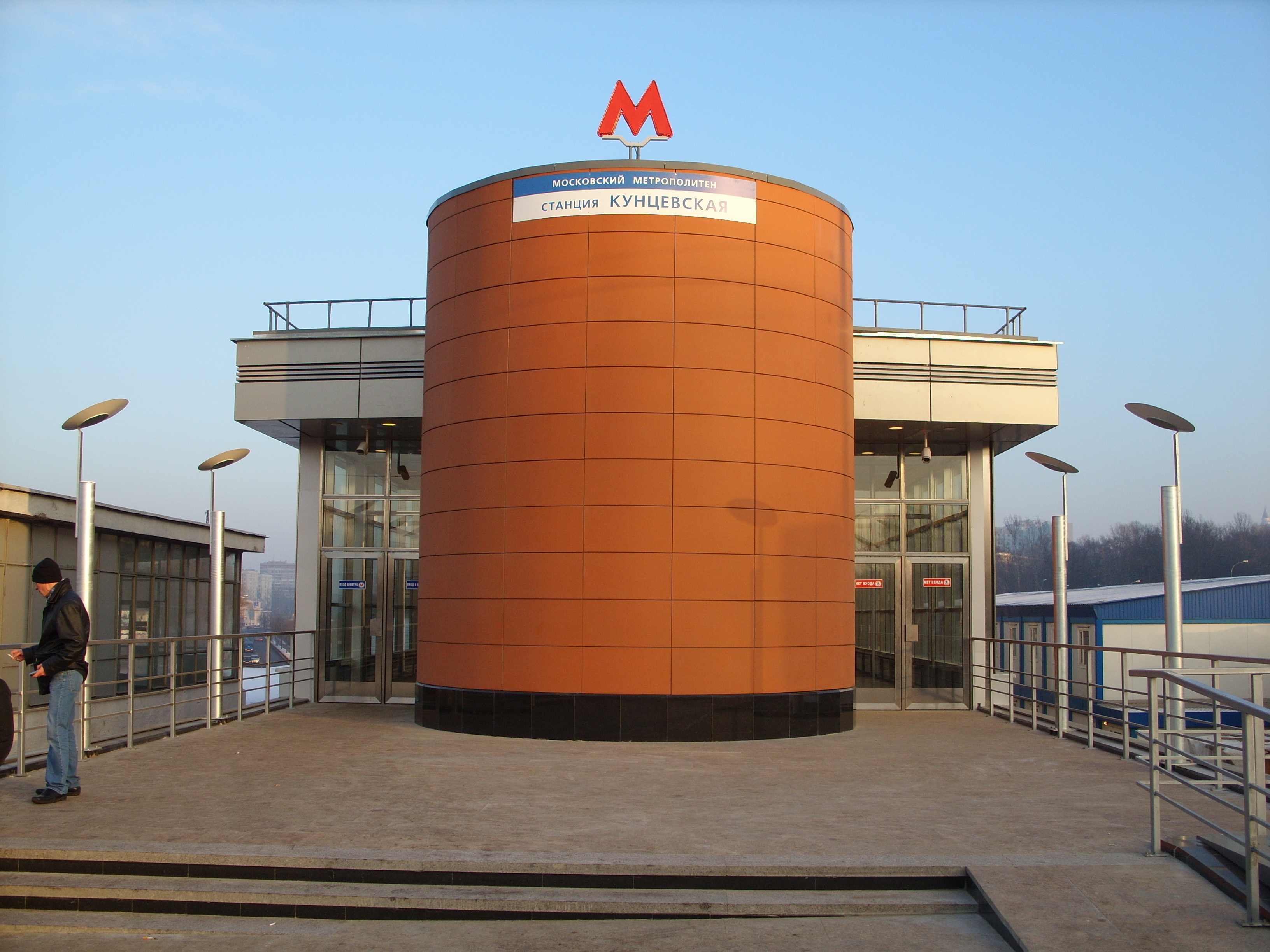
동쪽 출입구
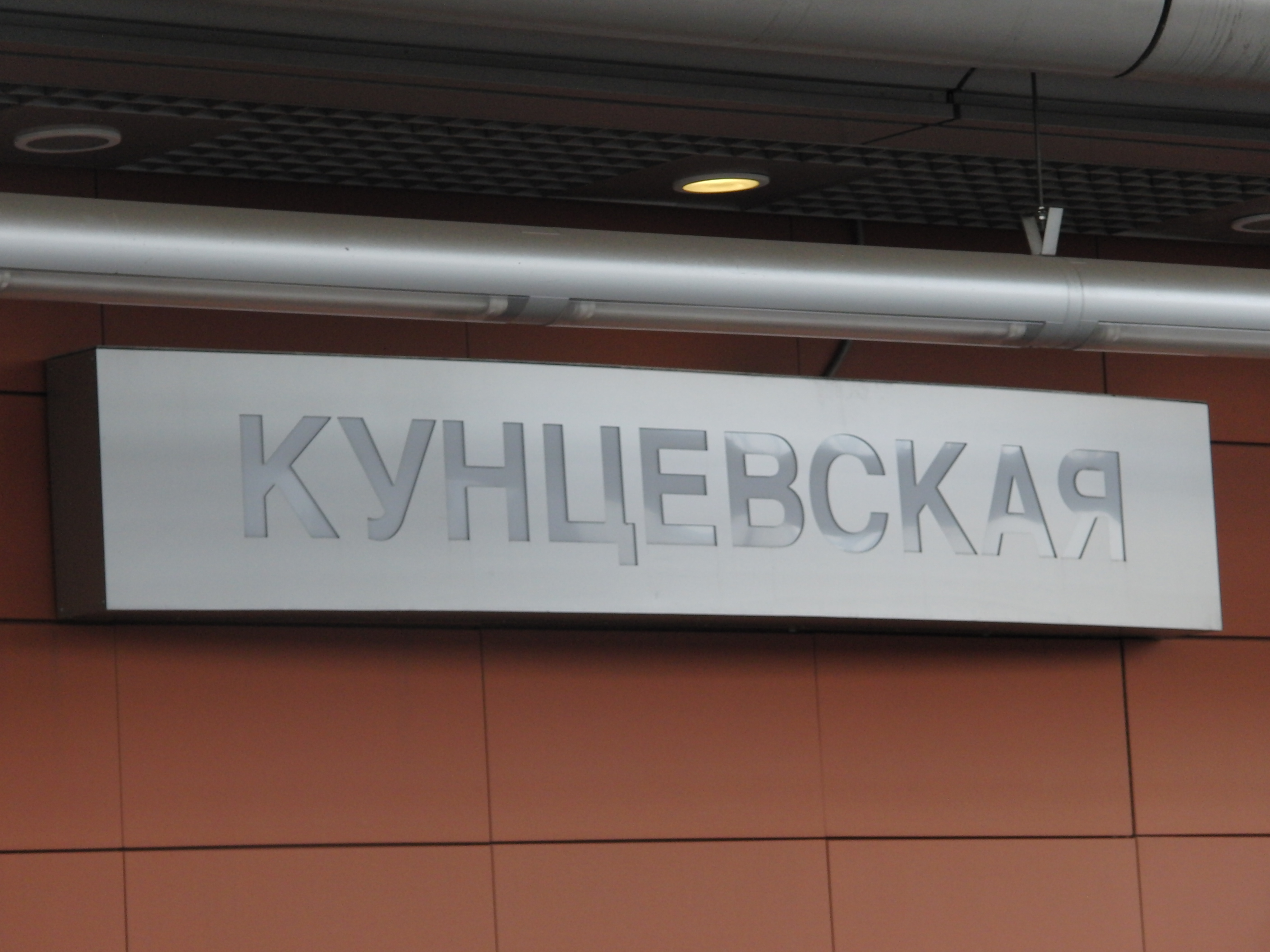
역명판
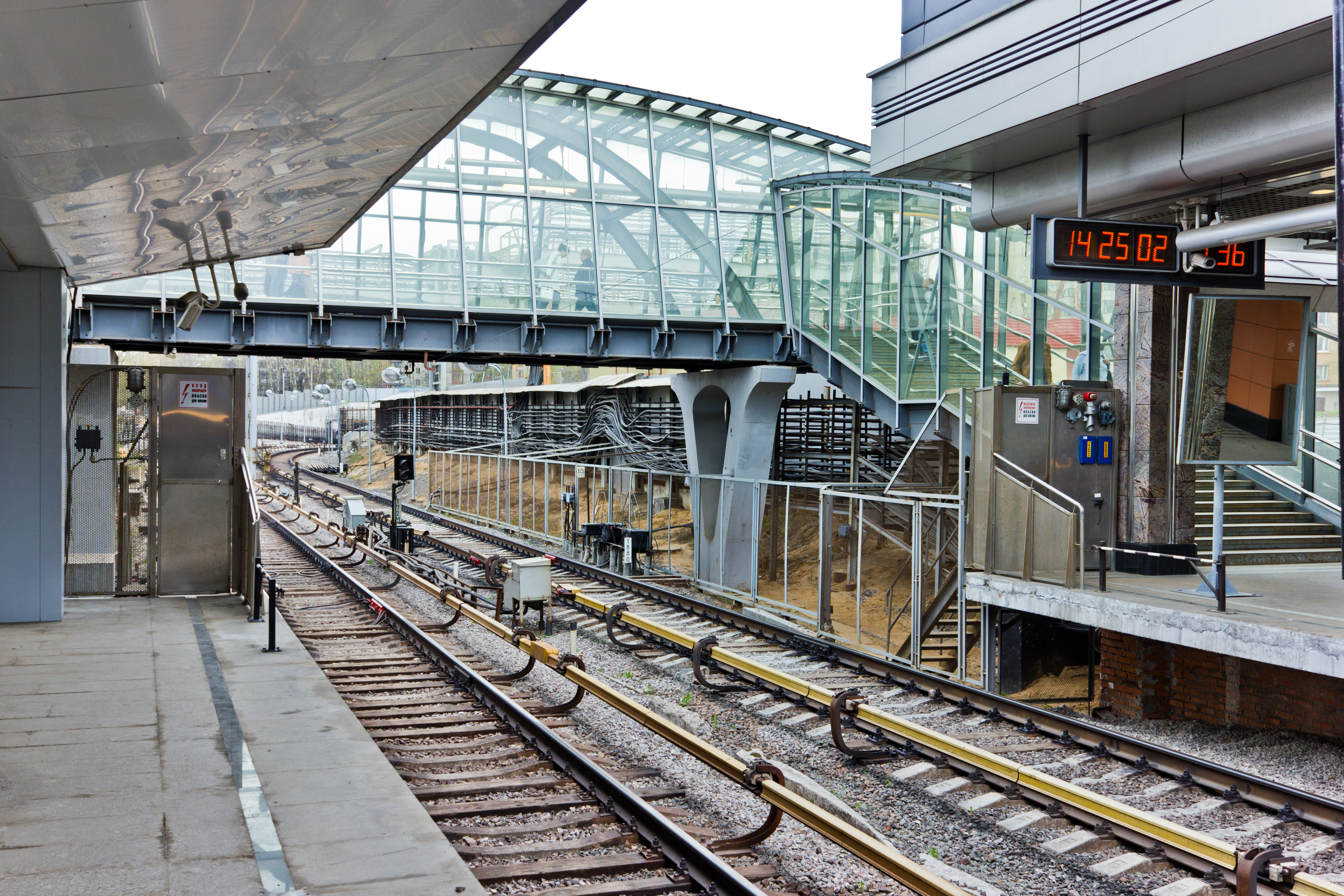
리모델링 후의 역사